# Камешное озеро
Камешное озеро — озеро в Таборинском муниципальном районе Свердловской области, Россия.

## Географическое положение
Камешное озеро расположено в муниципальном образовании «Таборинский муниципальный район» Свердловской области, в 12 километрах к юго-востоку от села Таборы, в междуречье рек Тавда и Большая Емельяшевка (правый приток реки Тавда). Озеро площадью - 1,2 км², с уровнем воды - 63,2 метра.

## Описание
Озеро не имеет поверхностного стока. Берега местами заболочены. В озере водится карась, верховка, гольян, и гнездится водоплавающая птица.